# 桜川筑西インターチェンジ

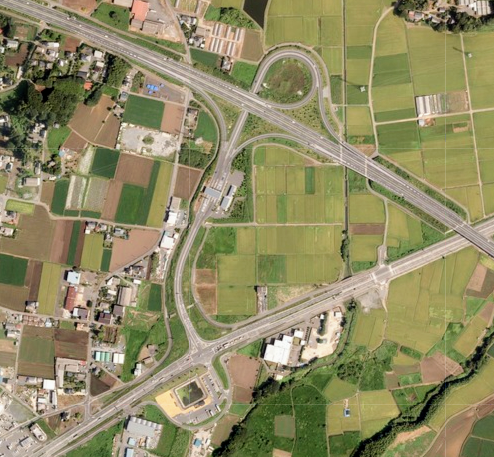
航空写真

桜川筑西インターチェンジ（さくらがわちくせいインターチェンジ）は、茨城県桜川市長方にある、北関東自動車道のインターチェンジ。桜川市・筑西市・結城市への最寄りとなるインターチェンジ。
当初の仮称は、当時の西茨城郡岩瀬町からとった「岩瀬インターチェンジ」であったが、市町村合併で岩瀬町が桜川市となり、また市境に近いことから隣接する筑西市の要望を受け、現名称に決定した。

## 歴史
- 2008年（平成20年）
  - 4月12日：桜川筑西IC - 笠間西IC間開通に伴い、供用開始[1][2]。
  - 12月20日：真岡IC - 桜川筑西IC間開通[1][3]。
- 2025年（令和7年）2月10日：休憩施設の空白区間対策として「インターチェンジ内側駐車場」の実証実験を開始[4]。

## 周辺
- 岩瀬駅（JR東日本・水戸線）
- 大和駅（JR東日本・水戸線）
- 岩瀬市街地
- 楽法寺（雨引観音）
- 桜川市役所
- 県西総合病院
- 茨城県立岩瀬高等学校
- 上野沼やすらぎの里キャンプ場
- つくし湖
- 桜川筑西IC周辺地区開発整備事業

## 道路
- E50 北関東自動車道（12番）

## 接続する道路
- 直接接続
  - 国道50号

## 料金所
- ブース数：5

### 入口
- ブース数：2
  - ETC専用：1
  - 一般：1

### 出口
- ブース数：3
  - ETC専用：1
  - ETC・一般：1
  - 一般：1

## 隣
E50 北関東自動車道
(11) 真岡IC - (12) 桜川筑西IC - (13) 笠間西IC